# Rajesh Koothrappali
Rajesh Ramayan Koothrappali, kallad Raj av sina vänner, är en fiktiv person i den amerikanska sitcom-serien The Big Bang Theory, spelad av Kunal Nayyar.
Raj är doktor i astrofysik och arbetar på California Institute of Technology med Sheldon Cooper, Leonard Hofstadter och Howard Wolowitz. Han är uppväxt i New Delhi i Indien, och videochattar ofta med sina föräldrar. Raj lider i början av serien av en selektiv stumhet, och kan inte prata med kvinnor så länge han är nykter. Han är född 6 oktober